# USS Lawrence (DD-250)
Za druga plovila z istim imenom glejte USS Lawrence.
USS Lawrence (DD-250) je bil rušilec razreda Clemson v sestavi Vojne mornarice Združenih držav Amerike.
Rušilec je bil poimenovan po Jamesu Lawrencu.